# 異型担子菌綱
異型担子菌綱（いけいたんしきんこう、学名: Heterobasidiomycetes）は、担子菌門菌蕈亜門に分類される菌類の一群である。現在では側系統群と考えられている。
キクラゲなど、ゼリーのような質のキノコを作るものが多い。そのため、膠質菌 (Jelly fungi) とも言われる。

## 特徴
これに含まれる菌類の子実体は、普通にみられるキノコのような傘状でなく、葉状、ひだ状などの形をなし、またその肉質はゼリーないし膠状である。乾燥させると堅くなり、皺がよって、また水を得ると元のように柔らかくなる。
この類の重要な特徴は、一般のハラタケ類と、担子器の構造が異なる点にある。一般のハラタケ類の担子器は、棒状ないし棍棒状の細胞内で二核の融合、減数分裂が行われ、それによって生じた核を含む胞子は、棍棒の先端からごく短い柄を作って、その先に形成される。それに対してこの類では、群によって異なるが、はっきりとした長い柄の先端に胞子を作る。また、担子器に隔壁を生じるものも多い。それらの一部は、サビキン類、クロボキン類のそれに似た点もある。また、シロキクラゲなどでは、この胞子が酵母としての性格を持つ。
これらの点から、この類は担子菌類では原始的なもの、あるいはサビキンなどとの間をつなぐものなど、特異な系統的な位置にあるものと考えられてきた。しかしながら、分子系統からは、意外にハラタケ類とは遠くないとの判断が出ている。

## 利用
幾つかのものは生で食べられる。また、毒をもったキクラゲ類は少ない。しかしながら、多くの種では特別にうまいものではない。シロキクラゲのように幾つかの種はスープやサラダなどに使われており、中国では不老長寿の霊薬としても求められていた。栽培されているものもある。

## 属する菌の一覧
- キクラゲ Auricularia auricula
- アラゲキクラゲ Auricularia polytricha
- ツノフノリタケ Calocera cornea
- ニカワホウキタケ Calocera viscosa
- ハナビラダクリオキン Dacrymyces palmatus
- Dacryopinax spathularia
- ヒメキクラゲ Exidia glandulosa
- Guepiniopsis alpinus
- ニカワジョウゴタケ Phlogiotis helvelloides
- ニカワハリタケ Pseudohydnum gelatinosum
- ハナビラニカワタケ Tremella foliacea
- シロキクラゲ Tremella fuciformis
- コガネニカワタケ Tremella mesenterica[5]
- Tremellodendron pallidium

## 分子系統学
分子系統学によるDNA解析により分類が大幅に見直された結果、異型担子菌綱はハラタケ亜門、シロキクラゲ目はシロキクラゲ綱、キクラゲ目はハラタケ綱の下に、アカキクラゲ目はアカキクラゲ綱に変更されている。
- ハラタケ亜門
  - アカキクラゲ綱
    - アカキクラゲ目

  - シロキクラゲ綱
    - シストフィロバシディウム目
    - フィロバシディウム
    - シロキクラゲ目
    - ニカワツノタケ目

  - ハラタケ綱
    - ハラタケ亜綱
    - スッポンタケ亜綱
    - 所属不明 (incertae sedis)
      - キクラゲ目
      - アンズタケ目
      - サルノコシカケ目
      - キカイガラタケ目
      - イボタケ目
      - ベニタケ目　など